# Axl von Leskoschek
Axl von Leskoschek (Graz, 3 de setembro de 1889 - Viena, 12 de fevereiro de 1975) foi um gravador, pintor, ilustrador e cenógrafo austríaco.
Estudou na Escola de Belas Artes de Graz. Depois de lutar na I Guerra Mundial, mudou-se para Viena, onde prosseguiu seus estudos na Escola de Artes Gráficas. Em 1939, mudou-se para o Brasil, fugindo da perseguição nazista. Trabalhou na Livraria José Olympio Editora, produzindo xilogravuras para edições de livros de Dostoiévski, Ulrich Bechers (O Romanceiro do Brasil) e Graciliano Ramos (Dois dedos), entre outros.
Foi também professor, tendo entre seus discípulos Ivan Serpa, Edith Behring, Renina Katz e Fayga Ostrower. Voltou para seu país natal em 1949. 